# Robert Jacquinot de Besange
Robert Charles Joseph Emile Jacquinot de Besange SJ (ur. 15 marca 1878 w Saintes, zm. 10 września 1946 w Berlinie), znany również jako Jacquinot de Besange, a w Chinach jako Rao Jiaju (chiń. upr. 饶家驹; pinyin Ráo Jiājū) – francuski jezuita, autor udanego modelu stref bezpieczeństwa, który uratował ponad pół miliona Chińczyków podczas II wojny chińsko-japońskiej.

## Życiorys
Urodzony 15 marca 1878 roku w Saintes. Przybył do Chin w 1913 roku jako misjonarz.
Od 1914 roku był przełożonym i nauczycielem w Szkole św. Ignacego. Później wykładał literaturę angielską na Uniwersytecie Aurora. Posługiwał również portugalskiej kongregacji w kościele Najświętszego Serca Jezusowego w Hongkou. Pełnił także funkcję kapelana Szanghajskiego Korpusu Ochotniczego. W młodości stracił prawą rękę w wyniku eksplozji podczas przeprowadzania eksperymentów chemicznych i był znany jako „jednoręki ksiądz”.
Pełnił funkcję przewodniczącego Międzynarodowej Komisji ds. Pomocy Głodującym w Chinach podczas incydentu szanghajskiego w 1932 roku. Jego działalność pomocowa dla uchodźców, w tym negocjowanie krótkiego rozejmu między armią chińską a japońską, umożliwiającego ewakuację cywilów i rannych z obszaru działań wojennych, przyniosła mu szeroką rozpoznawalność w Szanghaju.
W 1937 roku, po wybuchu II wojny chińsko-japońskiej, zapoczątkował „Model de Besange”, tworząc Szanghajską Strefę Bezpieczeństwa, zwaną też „Strefą Bezpieczeństwa Jacquinot de Besange”. Była to strefa zdemilitaryzowana dla chińskiej ludności cywilnej, położona w części Starego Miasta w Szanghaju przylegającej do Francuskiej Koncesji Szanghajskiej. Zarządzał nią międzynarodowy komitet złożony z przedstawicieli społeczności amerykańskiej, brytyjskiej i francuskiej, a nadzorowała ją chińska policja. Strefa ta uratowała życie tysiącom ludzi w latach 1937–1940, kiedy to została zniesiona po opuszczeniu Szanghaju przez de Besange. Oprócz utworzenia Strefy Bezpieczeństwa, de Besange był również odpowiedzialny za utworzenie obozów dla uchodźców w sierocińcu Tu-seh-weh (wymowa szanghajska; w chińskim standardowym: chiń. upr. 土山湾; pinyin Tǔshānwān) i koledżu Fudan, aby zapewnić schronienie uchodźcom uciekającym ze strefy wojennej.

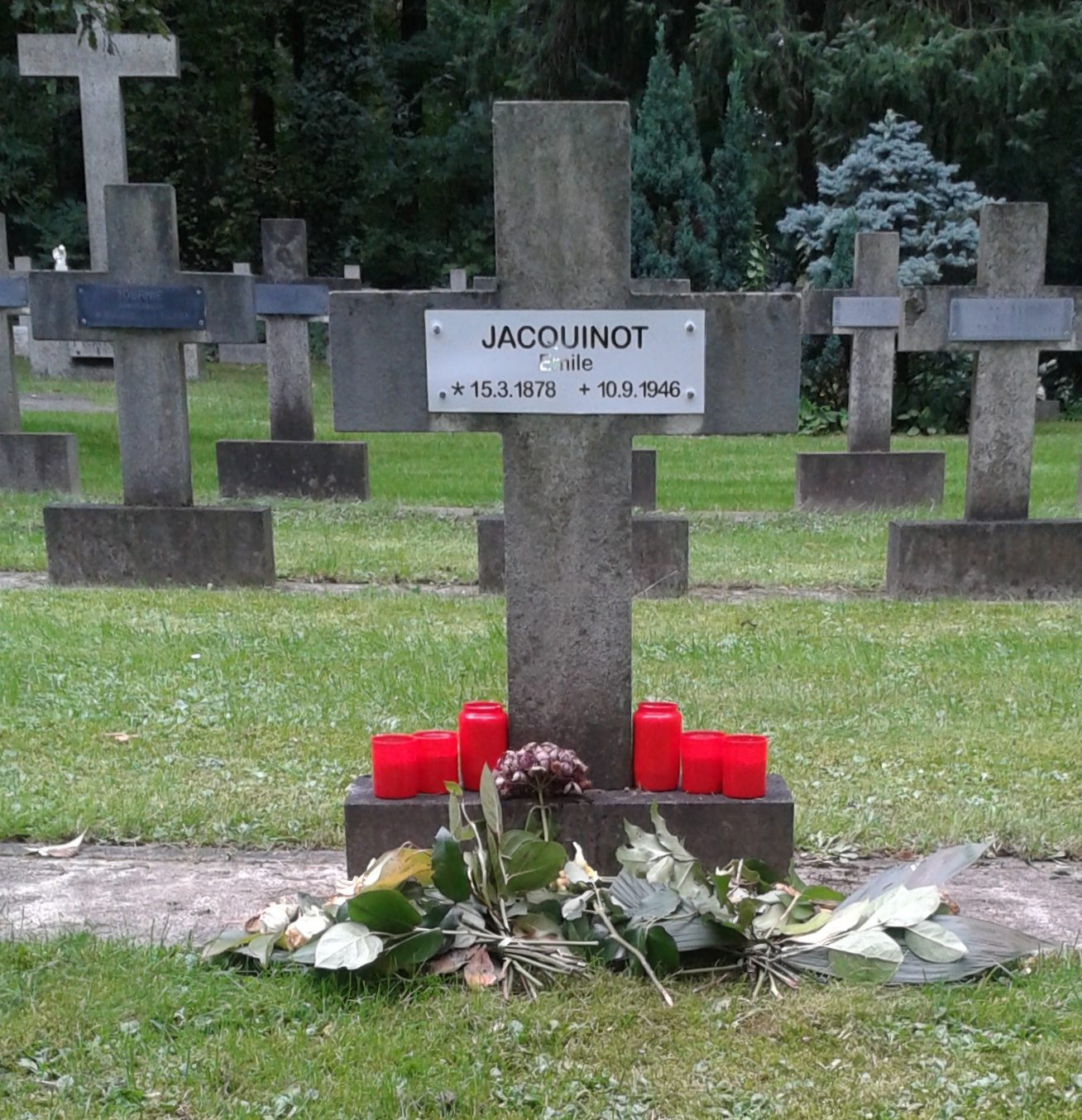
Grób Roberta Jacquinota de Besange

Idąc za przykładem de Besange w Szanghaju, cudzoziemcy w Nankinie utworzyli Nankińską Strefę Bezpieczeństwa, zarządzaną przez Międzynarodowy Komitet ds. Nankińskiej Strefy Bezpieczeństwa, na czele której stał niemiecki przedsiębiorca John Rabe.
Opuścił Chiny w 1940 roku i wrócił do Europy. W grudniu 1945 roku został mianowany przedstawicielem Stolicy Apostolskiej w Berlinie. Zmarł na białaczkę 10 września 1946 roku.

## Pamięć
Jego działalność została odnotowana w Protokołach i Komentarzach do Konwencji Genewskiej z 1949 roku. Film o jego życiu i twórczości pt. Jacquinot: Zapomniany bohater w reżyserii Krzysztofa Zanussiego był prezentowany na Międzynarodowym Festiwalu Filmowym w Szanghaju w 2009 roku.
Z okazji 80. rocznicy bitwy o Szanghaj, w grudniu 2017 roku odsłonięto jego kamień pamiątkowy w taoistycznej Świątyni boga miasta Szanghaju.